# ژان کارمه
ژان کارمه (فرانسوی: Jean Carmet‎؛ زادهٔ ۲۵ آوریل ۱۹۲۰ - درگذشته ۲۰ آوریل ۱۹۹۴) یک هنرپیشه اهل فرانسه بود.

## جوایز
- برنده جایزه سزار بهترین بازیگر نقش مکمل مرد ۱۹۹۲
- برنده جایزه سزار بهترین بازیگر نقش مکمل مرد ۱۹۸۳ بخاطر بازی در فیلم بی‌نوایان
- برنده جایزه سزار افتخاری ۱۹۹۴

## بخشی از فیلم‌شناسی
- ژرمینال (۱۹۹۳)
- دایره فریب (۱۹۸۱)
- بینوایان (۱۹۸۲)
- آلیس یا آخرین گریز (۱۹۷۷)
- سیاه و سفید رنگی (۱۹۷۶)
- مرد قدبلند بلوند (۱۹۷۲)
- هر شماره‌ای می‌تواند برنده باشد (۱۹۶۳)
- سه تفنگدار (۱۹۶۱)
- آقای ونسان (۱۹۴۸)